# West Lawn Friedhof

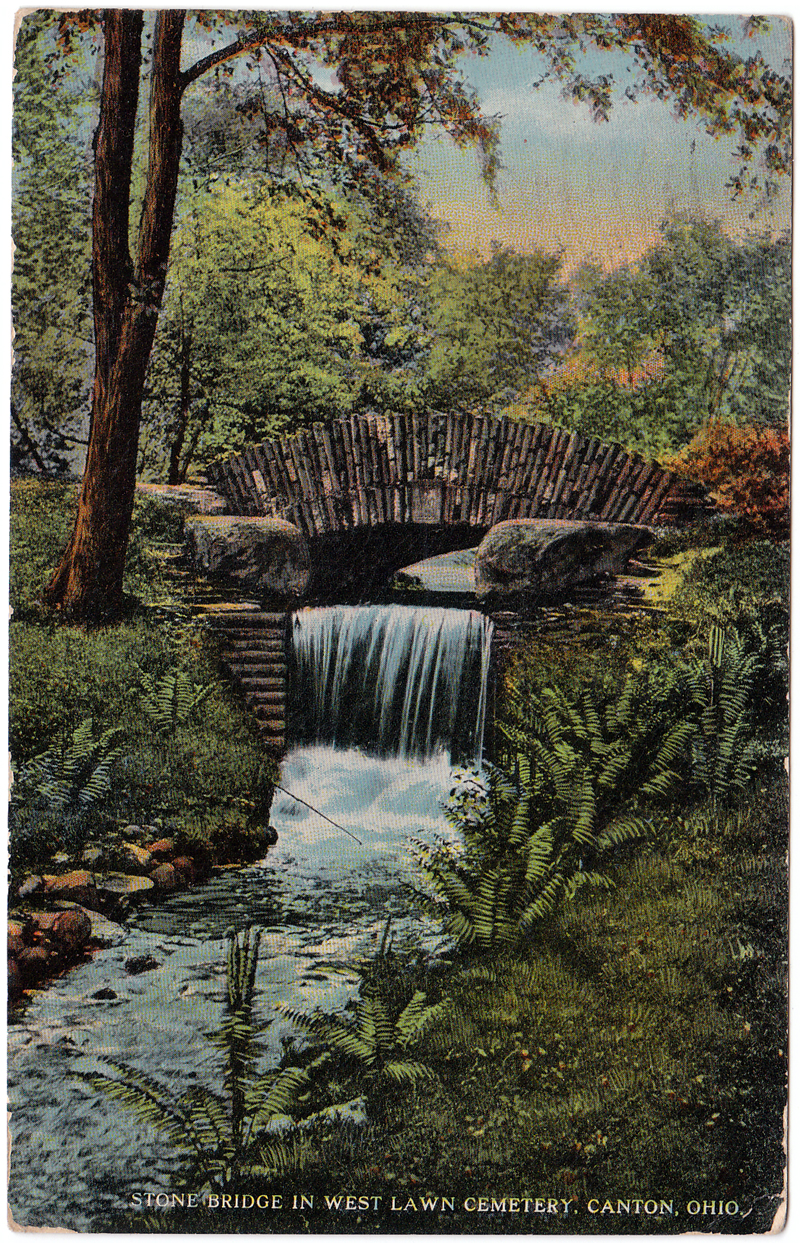
Stone Bridge auf dem West Lawn Cemetery, Canton, Ohio (1916)

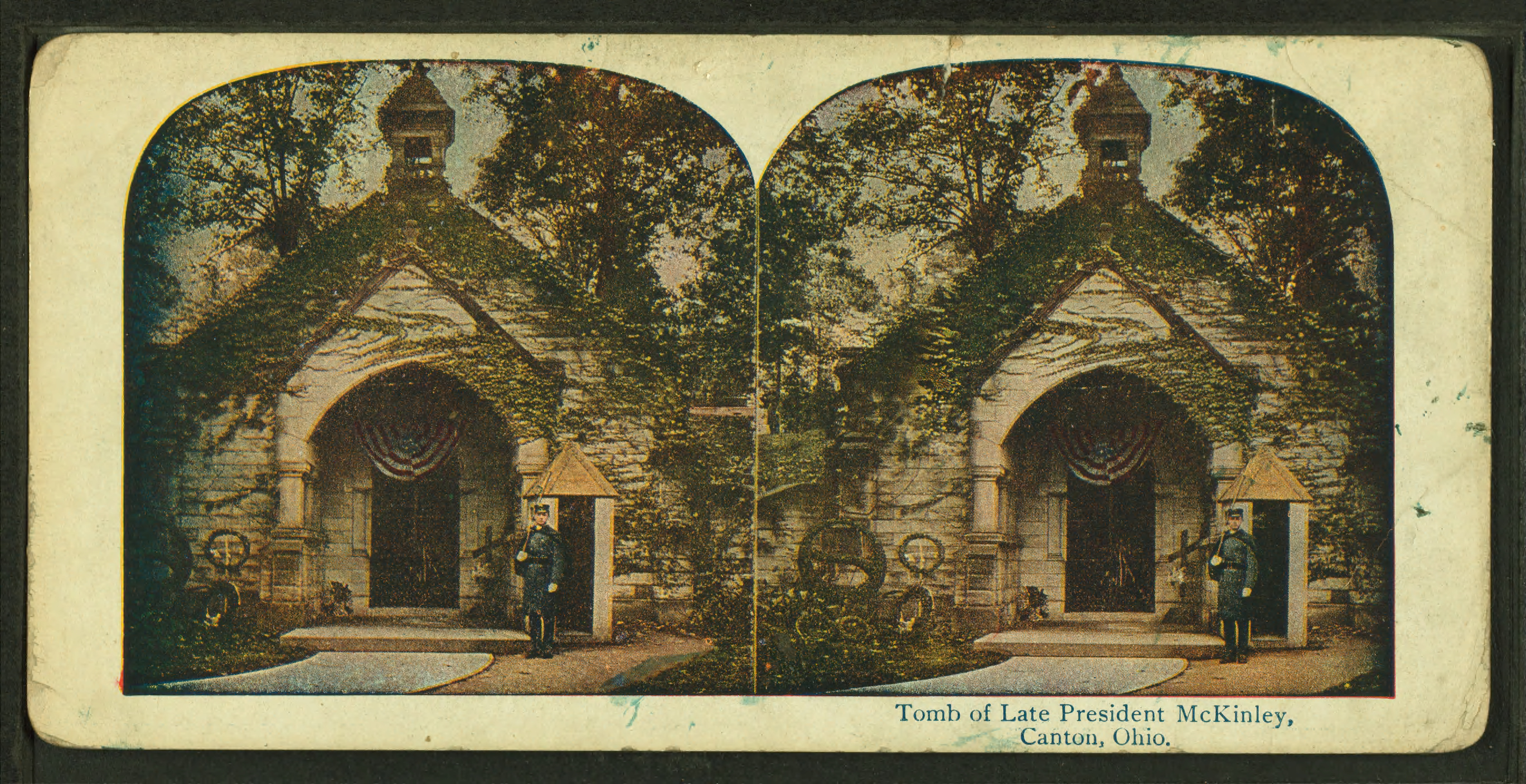
Werts Receiving Vault, wo der Präsident William McKinley bestattet war, bis das McKinley National Memorial fertiggestellt wurde

Der West Lawn Cemetery ist ein Friedhof in Canton, Ohio in den Vereinigten Staaten. Er liegt neben dem McKinley National Memorial. Hier befand sich ursprünglich die Grabstätte von William McKinley, und es gibt hier Gräber anderer Persönlichkeiten aus Canton.

## Geschichte
Bezaleel Wells, der Gründer Cantons, reservierte die Fläche des späteren Plum Street Cemetery an der Kreuzung des 6th Street SW mit der Plum Street (heute McKinley Ave) als er die Stadt 1805 anlegte. Die Stadt wuchs und der Friedhof war schon bald von bebauter Fläche umgeben. Am 19. März 1859 bildeten führende Bürger der Stadt die Canton Cemetery Association und brachten jeweils $50,00 ein, um ein Stück Land für einen neuen Friedhof zu kaufen. Dieser ursprünglich Canton Cemetery genannt Friedhof erhielt 1861 bei seiner Eintragung in die Grundbücher den Namen West Lawn.
Schon am 1. Januar 1861 fand das erste Begräbnis statt, und Zehntausende folgten seitdem. Der Friedhof hat heute eine Fläche von 47 Acres (19 ha) und wird immer noch für neue Bestattungen genutzt. Der Friedhof gehört der nichtkonfessionellen und gemeinnützigen Canton Cemetery Association, die von einem ehrenamtlichen Vorsitz und bezahlte Mitarbeiter hat, besitzt und verwaltet den West Lawn sowie den North Lawn in einem anderen Teil der City.
Der Friedhof liegt zwischen 4th und 12th St. NW sowie dem McKinley Memorial und der Interstate 77 bei Koordinaten: 40° 48′ 31″ N, 81° 23′ 48″ W.

## Bekannte Bestattungen
Der Friedhof verfügt über ein Commonwealth-Kriegsgrab, einem Soldaten der Canadian Army im World War I.
Außerdem sind hier bestattet:
- Frank T. Bow (1901–1972), Politiker
- Henderson H. Carson (1893–1971), Politiker
- George H. Clark (1881–1956), Sammler
- William Louis Day
- William R. Day (1849–1923), Diplomat, Jurist und Politiker
- Samuel Lahm (1812–1876), Politiker
- Benjamin F. Leiter (1813–1866), Politiker
- Bernetta Adams Miller
- Atlee Pomerene (1863–1937), Politiker
- William F. Raynolds
- James M. Spangler
- Isaac H. Taylor (1840–1936), Politiker
- William R. Thom (1885–1960), Politiker
- Guy Tilden

- Liste der Grabstätten des Richter des Obersten Gerichtshofs der Vereinigten Staaten